# شاندور کومیوش
شاندور کومیوِش (مجاری: Sándor Kömíves؛ ۱۹ مارس ۱۸۹۷ – ۱۵ نوامبر ۱۹۸۰) بازیگر اهل مجارستان بود.
از فیلم‌ها یا مجموعه‌های تلویزیونی که وی در آن‌ها نقش داشته‌است، می‌توان به عنکبوت آبی اشاره نمود.